# Pałac w Pniewach
Pałac w Pniewach – zabytkowy pałac w miejscowości Pniewy.
Anna Pilchowska w 1745 sprzedała majątek Władysławowi Szołdrskiemu (1703-1757) herbu Łodzia, staroście łęczyckiemu i rogozińskiemu. Na początku XIX w. właścicielem został oficer wojska pruskiego Christian von Massenbach (1758-1827). Jego córka Adelheida Friedricka (1790-1846)  wyszła za Karla von Rapparda (1794–1853). W XIX w. posiadaczem pałacu był Georg Karl Wilhelm von Massenbach (ur. 1843) ożeniony z Elsbethą von Nathusius (ur. 1846); ich synem był Johann Karl von Massenbach (1874–1943) żonaty z Margarethą Tucher von Simmelsdorf. Na początku XX w. właścicielem był baron Karl August von Massenbach (1906-1983) żonaty z Marią von Palm (1911-1988).
Od frontu po bokach znajdują się trzy ryzality, w tym dwa skrajne zwieńczone falistymi, barokowymi frontonami. W ich polach są herby byłych właścicieli, m.in. von Massenbachów. W ryzalicie centralnym herb Łodzia Władysława Szołdrskiego i rok 1739.

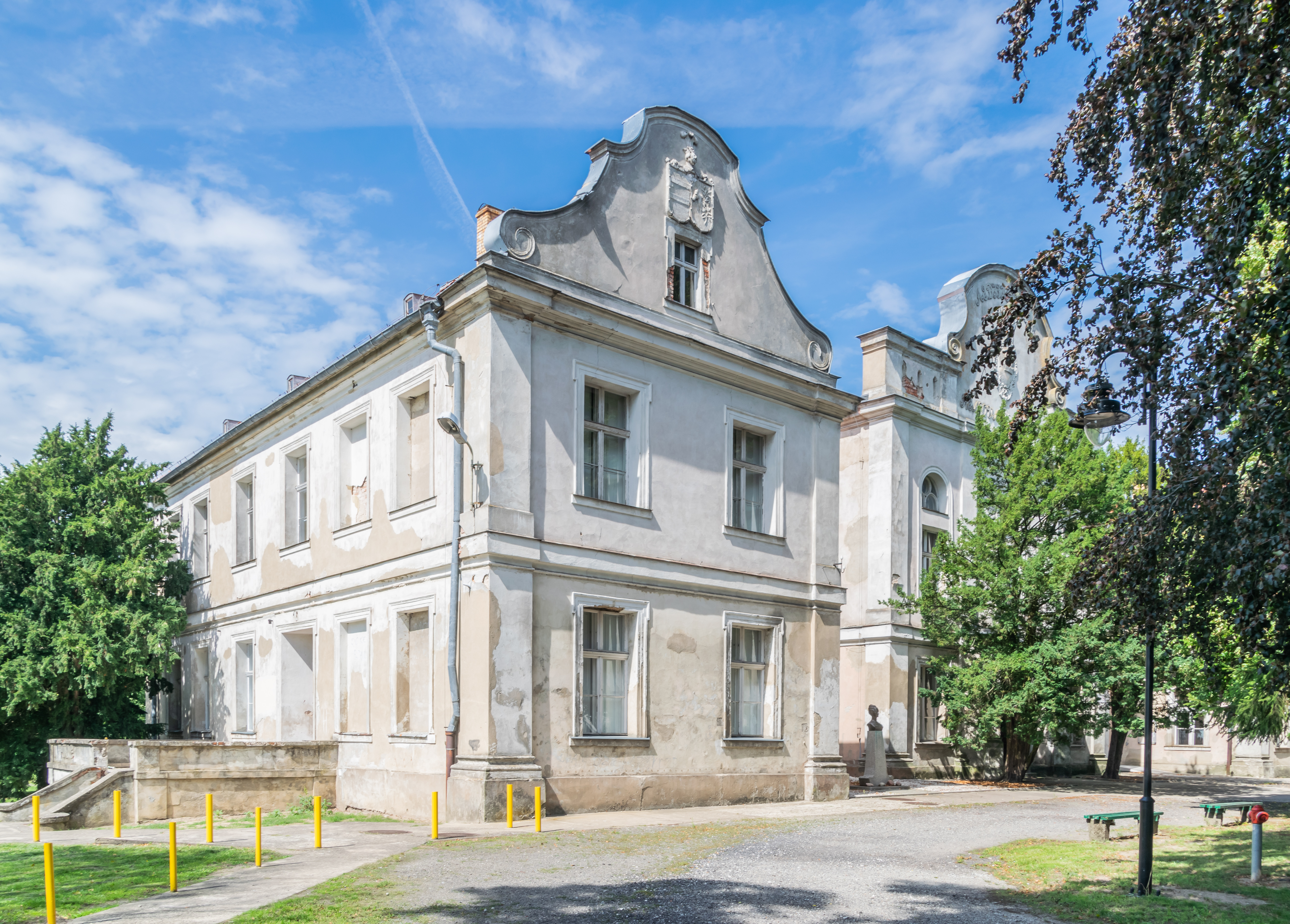
Szczyt z herbami Massenbach,  Nathusius
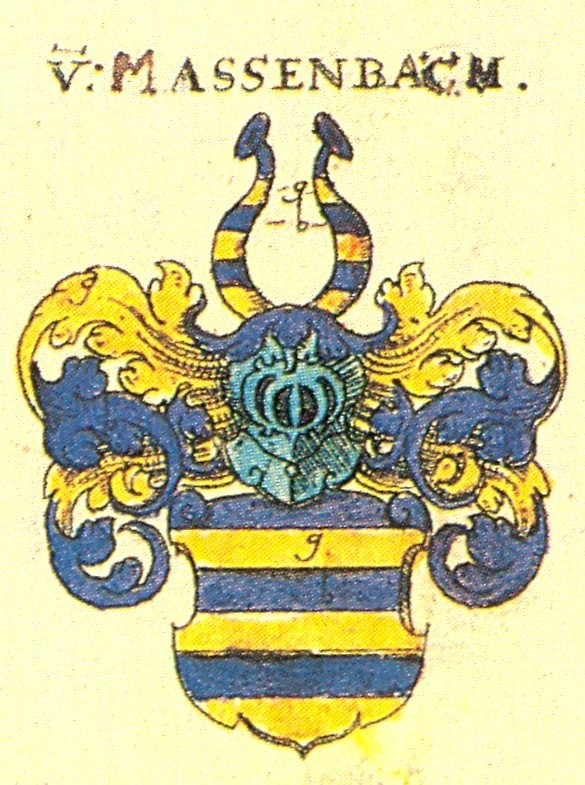
Herb Karla von Massenbacha
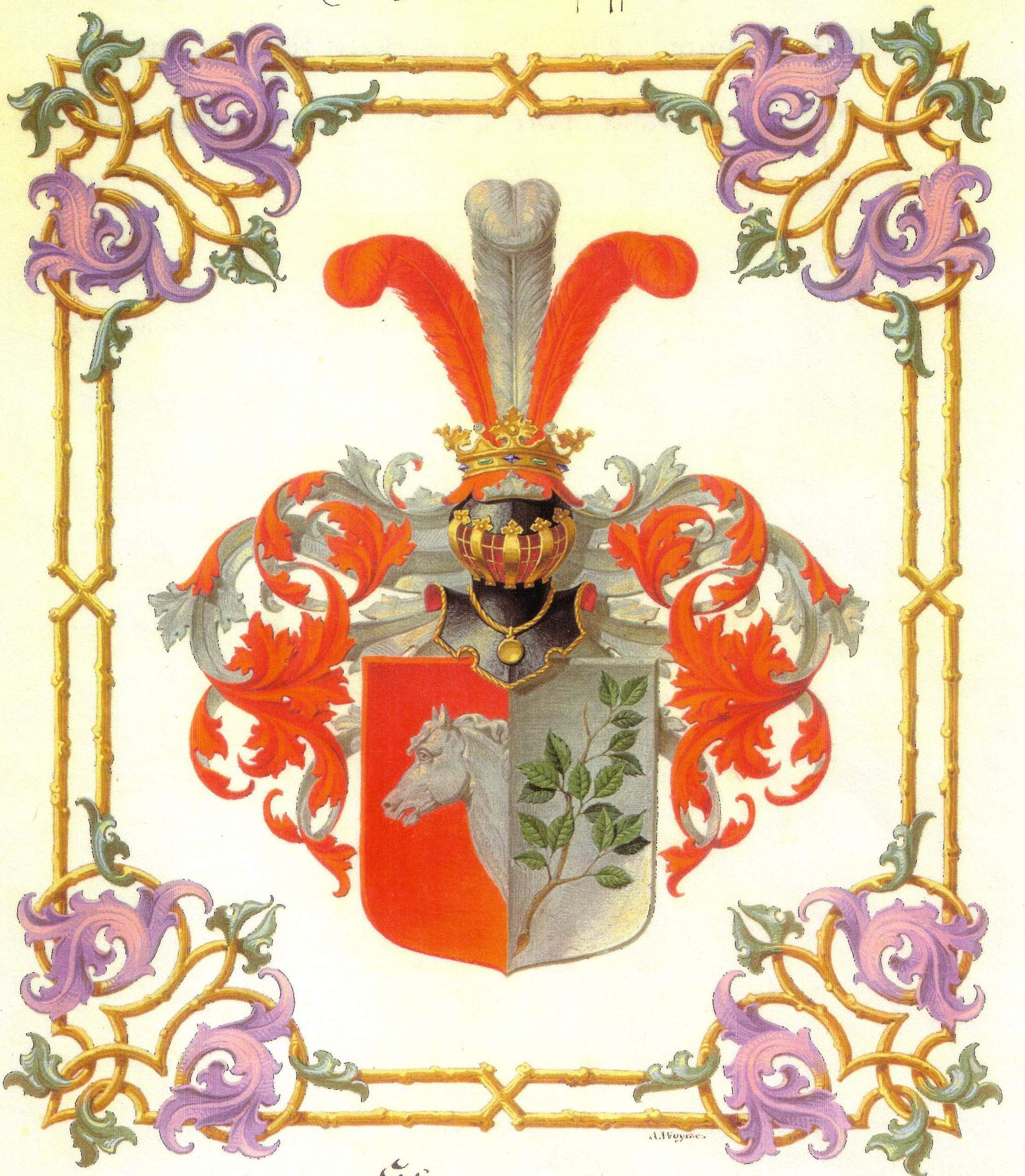
Herb Elsbeth von Nathusius
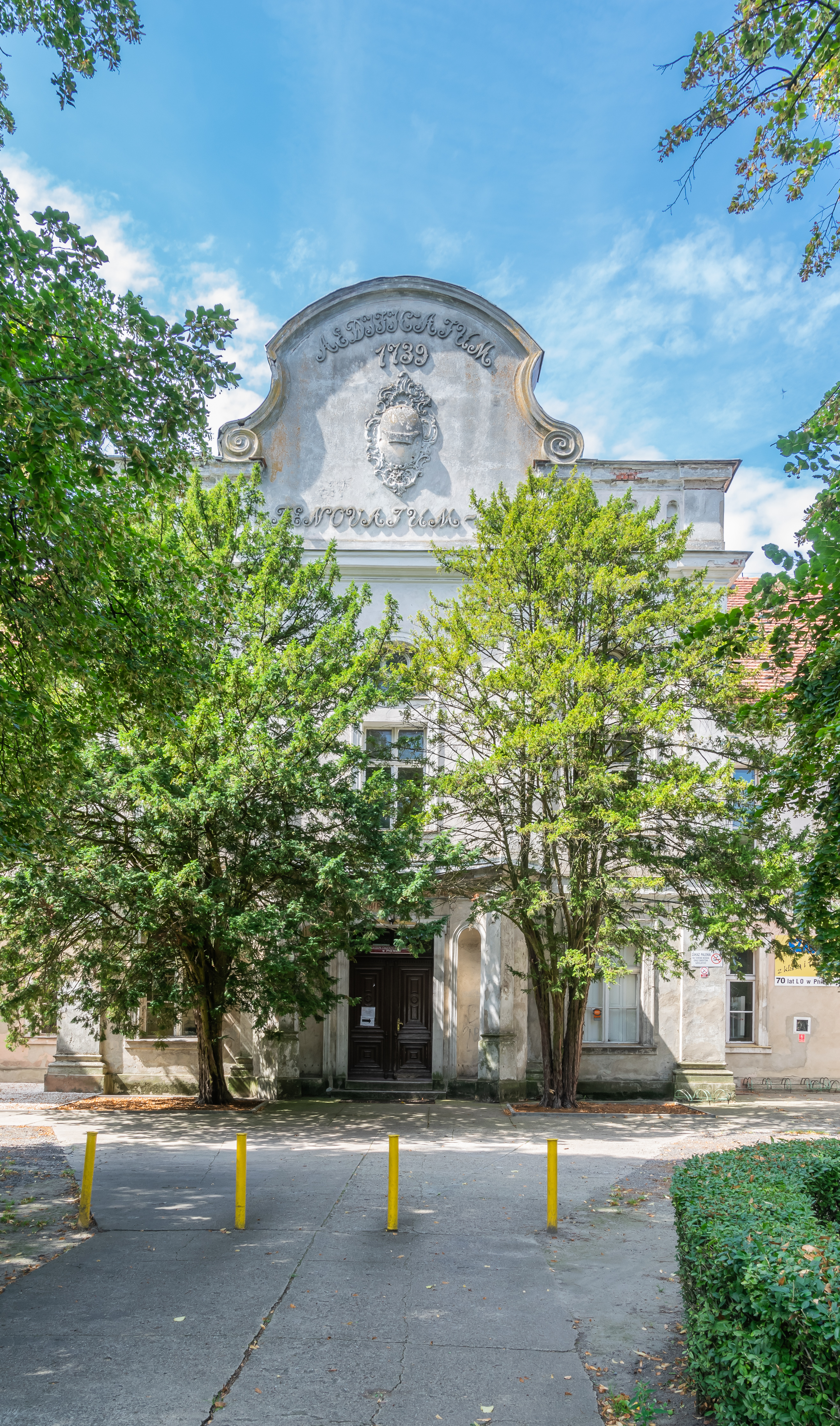
Szczyt z h. Łodzia W. Szołdrskiego, 1739
Herb Łodzia  W. Szołdrskiego
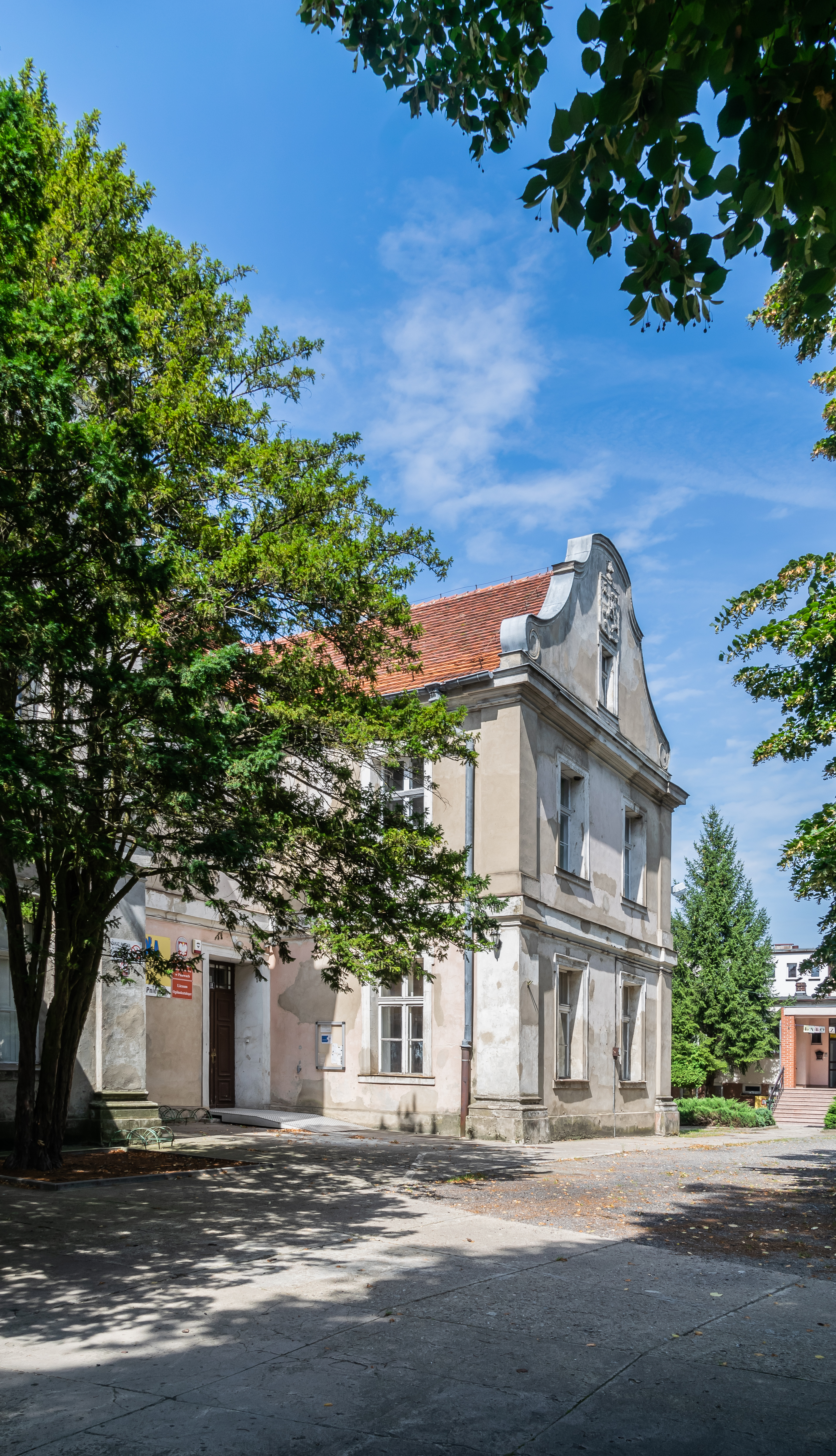
Szczyt z herbem  Karla von Rapparda
Herb Karla von Rapparda
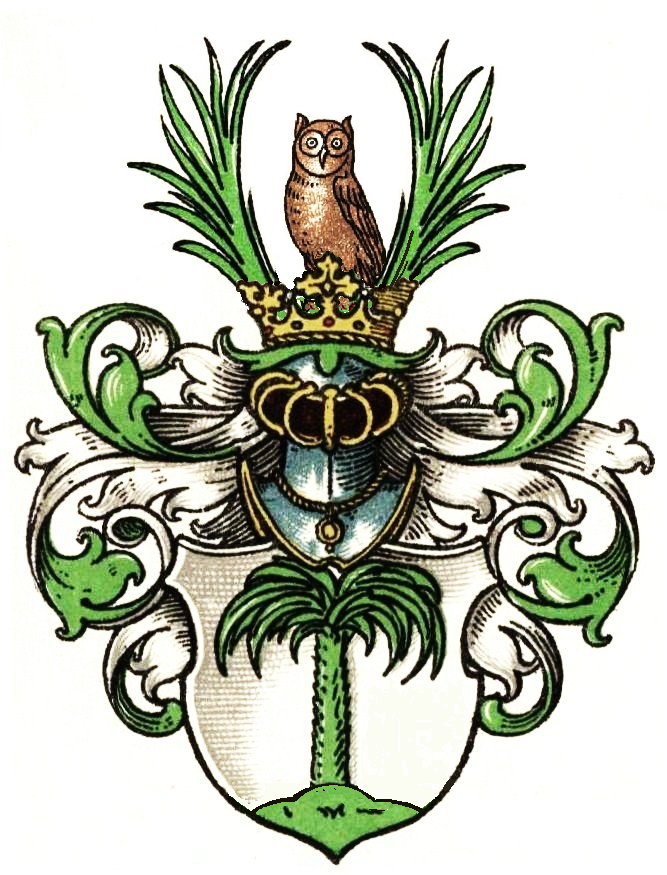
Herb Marii von Palm
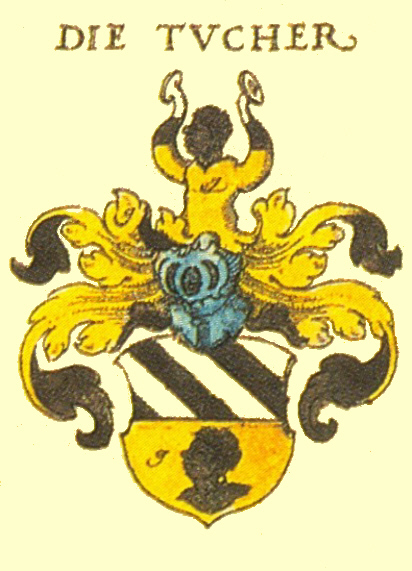
Herb Margarethy Tucher Simmelsdorf

## Właściciele
Georg von Massenbach (1721–1788) żonaty z Fryderyką Edelsheim (1724–1791)

|

Christian Karl von Massenbach (1758-1827) żonaty z Amalią de Gualtieri (1767–1846) 

|

Adelheida Friedricka von Massenbach (1790-1846) żona Karla von Rapparda (1794–1853) 

———

Georg Karl von Massenbach (ur. 1843) żonaty z Elsbethą von Nathusius (ur. 1846)

|

Johann Karl von Massenbach (1874–1943) żonaty z Margarethą Tucher von Simmelsdorf